# Sinagoga de Viareggio
La Sinagoga de Viareggio es un lugar de culto judío ubicado en Vicolo degli Oleandri 30, bajo la jurisdicción religiosa de la Comunidad Judía de Pisa.

## Historia
Entre finales del siglo XIX y principios del XX, muchas familias judías se mudaron a Viareggio, principalmente desde la cercana Livorno. Los rollos del Sefer Torá datan de estos años y aún se conservan en la sinagoga.
En la década de 1930, la comunidad, compuesta por 52 familias, alquiló una habitación en via Fratti, para ser utilizada como lugar de culto. Aquí, en 1940, como consecuencia de las leyes raciales fascistas, se abrió una escuela judía. Con la ocupación nazi de 1943 la escuela y la sinagoga dejaron de existir.
Recién en 1955 se inauguró la actual sinagoga, gracias a diversas donaciones privadas.
En Viareggio también hay un pequeño cementerio judío.